# Route nationale 164
Pour les articles homonymes, voir Route 164.
La route nationale 164, ou RN 164, est une route nationale française reliant Montauban-de-Bretagne à Châteaulin.
Elle reprend le tracé de l'ancienne RN 164BIS de Montauban-de-Bretagne à Rostrenen avec une partie du tracé de l'ancienne RN 787 de Carhaix-Plouguer à Châteaulin ; le tronçon de Rostrenen à Carhaix-Plouguer fait partie de la RN 164 dès les origines de celle-ci.

## Chronologie
En effet, antérieurement au déclassement des routes nationales de 1972, la RN 164 reliait Ancenis à Landerneau et suivait le tracé du canal de Nantes à Brest entre Nort-sur-Erdre et Carhaix-Plouguer.
Cette route est maintenue dans le réseau routier national après 2007.
La section du Drevers à Morvaned (2,3 km), à l'est de Pleyben, passe en 2×2 voies le 30 septembre 2009.
La section de Montauban-de-Bretagne à Saint-Méen-le-Grand s'étend en 2×2 voies depuis mi-décembre 2017.
La section de Saint-André à Landeleau, à l’est de Châteauneuf-du-Faou, s’étend en 2×2 voies depuis le 18 février 2021.
L'élargissement de celle de Châteauneuf-du-Faou dans le Finistère, commencé en mars 2017 a été achevé en 2022. 
Dans le secteur de Rostrenen, la section Rostrenen-est est ouverte alors que la section ouest est encore en travaux, en juillet 2025. 
La section de Merdrignac-est est ouverte en juin 2025 et les sections Merdrignac-ouest et Plémet sont en travaux, en juillet 2025. 
Le secteur de Mûr-de-Bretagne (la section Caurel-Colmain/Guerlédan) sera la dernière à être achevée. L'enquête publique s'est terminée en 2017, la déclaration d'utilité publique date du 17 janvier 2019 et a été prorogée de 5 ans jusqu'en 2029. Le lancement des travaux est annoncé pour 2026, sous réserve du bon déroulement des différentes procédures.
L'aménagement de cette route apparaît dans le plan routier breton promis en 1969 par le général de Gaulle. Ce chantier accuse beaucoup de retard. En 2021, 108 des 162 kilomètres soit 2/3 de l'itinéraire présentent 2×2 voies.

## Rôle
Cette route est considérée comme commerciale, en raison de son placement géographique ainsi que de la circulation intense de camions de marchandises dans un territoire dont l'économie est principalement agroalimentaire. Traversant la Bretagne d'est en ouest, cet axe routier traverse des villes comme Carhaix-Plouguer, Loudéac et Saint-Méen-le-Grand.
Cet axe routier vise à rééquilibrer le territoire breton en favorisant sa partie centrale par rapport aux zones côtières jusque-là mieux desservies (RN 12 et RN 165 principalement). En 2019, selon la DIRO Ouest, entre 5 000 et 10 500 véhicules fréquentaient chaque jour ses sections les plus empruntées, alors que les chiffres correspondant sont entre 16 000 et 61 000 pour la RN 12 et entre 26 000 et 85 000 pour la RN 165.

## Tracé actuel de Montauban-de-Bretagne à Châteaulin
La route est en cours d'aménagement en 2x2 voies dans le département des Côtes-d'Armor.
- Échangeur entre RN 12 et RN 164 depuis ou vers Rennes
- Début de section en 2x2 voies à 1 km (jusqu'à  11 Trois Moineaux - N 164)
- 8 D 125 et D 166 à 9 km : Saint-Méen-le-Grand, Dinan, Saint-Malo, Montfort
- 9a D 166 à 11 km (de et vers Rennes) : Vannes, Lorient, Ploërmel, Saint-Méen-le-Grand
- 9b Beauregard - D 220 à 13 km (de et vers Châteaulin) : Saint-Méen-le-Grand
- Passage du département d'Ille-et-Vilaine à celui des Côtes-d'Armor
- 10 La Gautraie - D 764 : Loscouët-sur-Meu, Trémorel, Lanrelas, Saint-Launeuc
- 11 Trois Moineaux - N 164 :  jusqu'à Merdrignac +  Carrefour giratoire entre N 164 et D 764 (Trémorel)
- (contournement de Merdrignac)
- 12 La Ville Hubeau - D 6 à 27 km : Merdrignac, Illifaut
- 13 La Boudardière - D 793 : Merdrignac, Saint-Vran, Collinée, Ménéac, La Trinité-Porhoët, Broons
- de Merdrignac à Laurenan
- de Laurenan à Plémet
- 14 Quinhaie - D 22 : Laurenan, Gomené
- Carrefour giratoire avec la D 1 (Collinée, Plémet) près de Plémet (futur  15 La Fourchette - D 1)
- Contournement de Plémet (zone de chantier), intersections avec la D 1 (La Trinité-Porhoët ou Plémet) et D 792 (Collinée) près de Plémet (futur  16 Bos-Josselin - D 792 / D 1)
- de Plémet à Saint-Guen
- Le Billiac D 16 : La Prénessaye (de et vers Rennes)
- 17 Z.A. des Parpareux - D 16 : La Prénessaye
- 18 Loudéac-est - D700  Échangeur entre RN 164 et D 700 : Lorient, Vannes, Pontivy, Loudéac
- 19 Loudéac-nord - D700  Échangeur entre RN 164 et D 700 : Saint-Brieuc, Loudéac, Guingamp, Lamballe (km 54)
- 20 Launay-Grésillon - D 41 : Hémonstoir, Trévé
- 21 La Ville-Hervé : Saint-Caradec
- Pont sur l'Oust
- 22 Goizel - D 7 : Saint-Caradec, Saint-Connec
- Carrefour giratoire entre N 164 et Voie communale (Saint-Caradec) : Colmain (commune de Saint-Guen) (futur  23 Colmain)
- de Saint-Guen à Caurel
- Intersections avec la D 35 (Saint-Guen, Uzel, Saint-Brieuc ou Guerlédan et Pontivy) et D 63 (Saint-Gilles-Vieux-Marché) près de Guerlédan à 72 km (futur  24 Curlan - D 35)
- Intersection avec la D 767 (Corlay, Guingamp ou Pontivy) près de Guerlédan à 74 km (futur  25 Mûr-de-Bretagne - D 767)
- de Caurel à Glomel
- 26 Ty-Bris - D 95 : Saint-Gelven, Caurel
- Viaduc sur le Daoulas
- 27 Le Poteau - D 76 : Gouarec, Laniscat, Pontivy, Cléguérec (km 88)
- Pont sur le Blavet
- 28 Ker Laurent - D 2164 : Gouarec, Plouguernével
- 29 Ar Faouedig - D 790 : Rostrenen, Plouguernével, Saint-Brieuc (km 101)
- 30 Kermabjean - N 164 (futur D 2164) :  Carrefour giratoire entre N164 et N164 (ancienne section, futur D2164), fin provisoire de voie express
- Intersection avec la D 87 (Kergrist-Moëlou ou Glomel, Gourin)
- Section en 1+2 voies (sens Carhaix-Rostrenen) sur 300 mètres
- de Maël-Carhaix à Châteaulin
- 31 La Pie - D 11 : Maël-Carhaix
- Viaduc du Moustoir
- Passage du département des Côtes-d'Armor à celui du Finistère
- 32 Kergervo - D 787 à 120 km: Carhaix-Plouguer, Guingamp
- Viaduc sur l'Hyères
- 33 Kerdiwal - D 769 : Lorient, Morlaix, Gourin, Carhaix-Plouguer
- 34 Botaval - D 217 : Cléden-Poher
- Viaduc sur l'Aulne +  35 Pont Triffen - D 17 : Landeleau, Spézet
- 36 Kroaz Lasnuven - D 36 : Châteauneuf-du-Faou, Château de Trévarez, Huelgoat (km 142)
- 37 Magorven : Châteauneuf-du-Faou (de et vers Châteaulin)
- 38 Ty Blaise - D 89 (Route de Lennon) : Lennon
- 39 Mordrened : Pleyben (de et vers Rennes)
- 40 Dreverz - D 785 : Pleyben, Huelgoat, Morlaix
- 41 Kroaz-Ru : Pont-Coblant (de et vers Châteaulin)
- deux  Carrefour giratoire entre N164, N165 ( 60 Ar Pouilhod), D88 et RD 887  de Ar Pouilhod ( Échangeur entre N165 et N164) à 161 km : 
  - N165 nord ( 60 Ar Pouilhod)  : Brest, Pont-de-Buis
  - N165 sud ( 60 Ar Pouilhod)  : Nantes, Quimper, Briec
  - D88 : Zone industrielle de Lopars
  - D887 : Châteaulin, Crozon, Douarnenez
  - Fin de la voie express, la N164 continue vers la D887
- Carrefour giratoire entre N164/D 887 et Zone d'activité de Pen ar Roz à 162 km : la N 164 devient la D 887 en direction de Châteaulin, Crozon et Douarnenez (la dernière borne de la RN164 au km 162 est située à côté de celle du km 0 de la RD887 à l'entrée du  Carrefour giratoire  de Pen ar Roz)

## Les communes traversées par la N164 sont
- Montauban-de-Bretagne (km 0)
- Saint-Méen-le-Grand (km 9)
- Merdrignac (km 28)
- Plémet (km 44)
- Loudéac (km 54)
- Mûr-de-Bretagne (km 74)
- Gouarec (km 90)
- Carhaix-Plouguer (km 121)
- Châteauneuf-du-Faou (km 142)
- Pleyben (km 154)
- Châteaulin (km 161)

## Ancien tracé d'Ancenis à Landerneau

### Ancien tracé d'Ancenis à Carhaix-Plouguer
- Ancenis D 164
- Les Touches
- Nort-sur-Erdre
- Blain
- Saint-Nicolas-de-Redon
- Redon D 164
- Saint-Vincent-sur-Oust D 764
- Peillac
- Saint-Gravé
- Saint-Congard
- Malestroit D 764
- La Chapelle-Caro D 764 et D 766

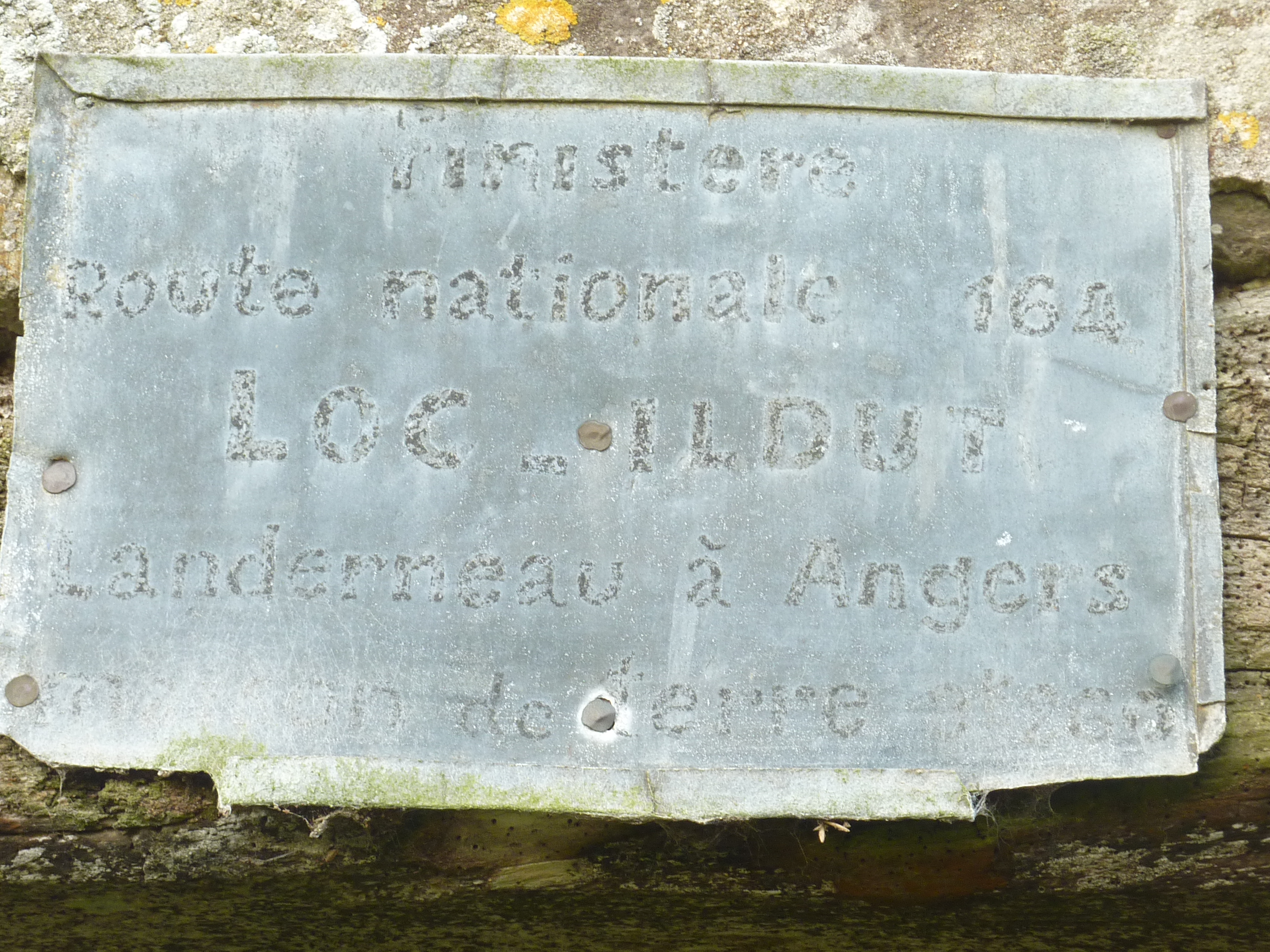
Sizun : Loc-Ildut, ancien panneau routier sur le relais de poste désaffecté de l'ancienne RN 164.

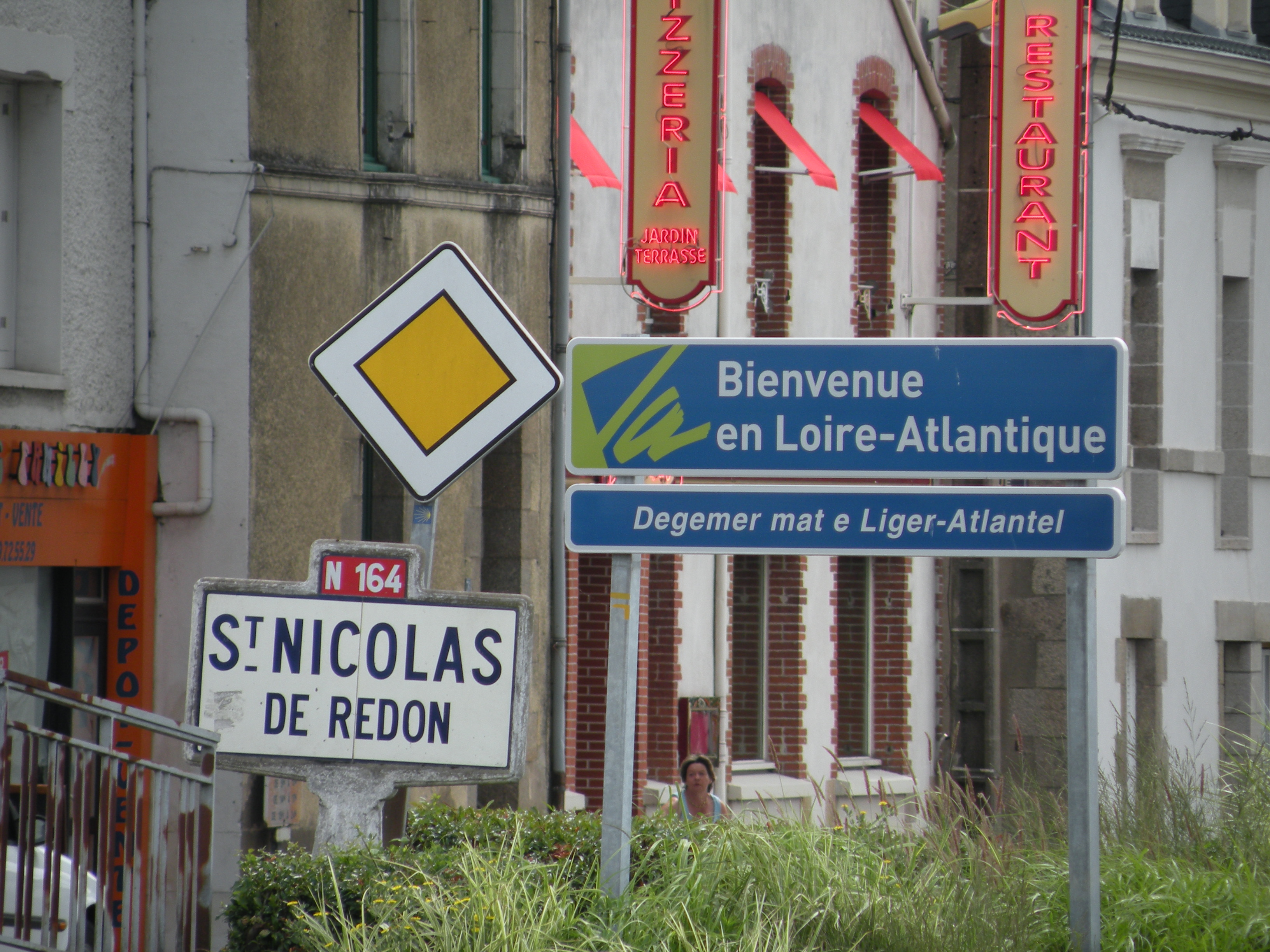
Panneau de l'ancien tracé de la RN 164 à Saint-Nicolas-de-Redon.

Tronc commun avec les RN 166 et 24. Il existe toutefois une route départementale reliant ces La Chapelle-Caro et Josselin directement sans passer par Ploërmel, la D 4.
- Josselin D 764
- Pontivy :  Carrefour giratoire entre D 764, D 767 (Vannes, Loudéac, Mur-de-Bretagne, Guingamp) et D 768 (Lorient, Baud, Loudéac, Saint-Brieuc)

Un nouveau tronçon est construit au nord de Pontivy permettant de la contourner, désenclavant ainsi le nord-ouest de Pontivy et Silfiac à l'axe Loudéac-Lorient. L'ancien tronçon traversant Pontivy est ainsi déclassé.
- Silfiac D 764
- Rostrenen N 164
- Le Moustoir D 2164
- Carhaix-Plouguer D 264

### Ancien tracé de Carhaix à La Feuillée
Le tracé entre Carhaix et La Feuillée a été changé depuis son déclassement vers 1980 avec l'ouverture d'un nouveau tronçon rectiligne long de 25 km permettant d'éviter 30 km de route sinueuse par Poullaouen et Huelgoat. L'ancien tronçon est déclassée en voie communale entre Huelgoat et La Feuillée et devient la D769a dans la forêt d'Huelgoat.
- Carhaix-Plouguer D 764
- Poullaouen D 769
- Gare de Locmaria, commune de Locmaria-Berrien
- Huelgoat D 769a
- La Feuillée D 764

### Nouveau tracé de Carhaix à La Feuillée (sous le nom de D 764)
- Carhaix-Plouguer
- Tronçon commun sur 3km avec la D 769 à la sortie de Carhaix
- Carrefour giratoire entre D 764 et D 148 (Kergloff, Gourin, Lorient, N 164) : Loc'h ar Lann, commune de Kergloff
- D 236 : Poullaouen
- Le Vieux Tronc, commune d'Huelgoat
- D 14 : Huelgoat, Plouyé, Loqueffret
- Section de dépassement dans le sens Landerneau-Carhaix sur 1km
- La Feuillée

### Ancien tracé entre La Feuillée et Landerneau
- La Feuillée D 764
- Section de dépassement dans le sens Carhaix-Landerneau sur 1km
- Carrefour giratoire entre D 764 et D 785 (Morlaix, Quimper) à Roc'h Trédudon
- Toulloulan et Ty Douar, commune de Commana
- Sizun
- Carrefour giratoire entre D 764 et D 18 (Le Faou, Hanvec, Quimper) : Le Pont Bleu, commune de Sizun
- Ty Croas et Le Queff, commune de La Martyre
- Le Pontois, commune de La Roche-Maurice
- Landerneau D 764

## Sources et références

### Sources
1. ↑  « RN 164 : le tronçon de Pleyben en 2×2 voies a ouvert », Le Télégramme, 2009 (consulté le 30 septembre 2009)
2. ↑  « N12 et N164. Une liaison en cadeau de Noël », sur Le Telegramme, 23 décembre 2017 (consulté le 24 février 2021)
3. ↑  Direction interdépartementale des routes Ouest, « RN164 – Ouverture à 2x2 voies de la section Est du contournement de Châteauneuf-du-Faou », sur www.dir.ouest.developpement-durable.gouv.fr, 9 février 2021 (consulté le 24 février 2021)
4. ↑  DREAL Bretagne, « Lettre de chantier Merdrignac Est - Mai 2025 » [PDF], mai 2025 (consulté le 19 juillet 2025)
5. ↑  « RN 164. Bientôt 106 km en quatre voies », Le Telegramme,‎ 21 août 2017 (lire en ligne, consulté le 21 août 2017)
6. ↑  DREAL Bretagne, « Lettre d'information n° 3 », mai 2025 (consulté le 19 juillet 2025)
7. ↑  RN 164 : dernière ligne droite en centre ouest Bretagne, Le Poher, 22 octobre 2024.
8. ↑  « En Bretagne, la route nationale 164 attendue comme le messie », sur Les Echos, 17 juillet 2019 (consulté le 10 mars 2022)
9. ↑  Bruno Salaun, « Déterminant ou désuet, le passage de la RN 164 à 4-voies ? », Journal Le Télégramme,‎ 8 juillet 2022 (lire en ligne, consulté le 16 juillet 2022).